# Lasioglossum spinolae
Lasioglossum spinolae är en biart som först beskrevs av Reed 1892.  Lasioglossum spinolae ingår i släktet smalbin, och familjen vägbin. Inga underarter finns listade i Catalogue of Life.